# Mars 1964

## Évènements
- 3 mars : Constantin II devient roi de Grèce (officiellement roi des Hellènes).
- 8 et 15 mars (France) : élections cantonales.
- 12 mars (Brésil) : Dom Hélder Câmara est nommé archevêque de Recife. Il s'efforce de mettre en œuvre les principes qui lui valent d'être surnommer « l'évêque des favelas ».
- 13 mars (Brésil) : 150 000 travailleurs réunis à Rio de Janeiro acclament le président de la république João Goulart qui signe un décret lançant une réforme agraire et un autre nationalisant les raffineries de pétrole. Les marins apportent leur appui par une manifestation de 2000 participants le 25 mars. Le ministre de la Marine envoie des troupes pour les arrêter, mais Goulart intervient pour leur accorder une amnistie. Le 30 mars, il accuse les officiers de manquer de discipline.
- 19 mars : ouverture à la circulation du tunnel du Grand-Saint-Bernard entre la Suisse et l'Italie.
- 23 mars : 
  - Ouverture à Genève (Suisse) de la première CNUCED (Conférence des Nations unies sur le commerce et le développement).
  - Abolition des partis politiques en Birmanie. Ne Win prépare le pays au socialisme.

- 27 mars : tremblement de terre en Alaska.
- 28 mars : bombardement britannique du fort d'Harib au Yémen[1].
- 31 mars (Brésil) : alors que le pays plonge dans un nouveau cycle de baisse, le président de la république João Goulart est renversé par un putsch militaire appuyé discrètement par les États-Unis et doit s'enfuir en Uruguay en avril. Le maréchal Castelo Branco assume la présidence (fin en 1968) et instaure une dictature militaire jusqu'en 1985.

## Naissances
- 3 mars : Laura Harring, actrice américaine.
- 4 mars : Hicham ben Abdallah Alaoui, prince marocain dit « Prince rouge ».
- 5 mars : Bertrand Cantat, chanteur du groupe français Noir Désir.
- 6 mars : Sandro Rosell, président du FC Barcelone.
- 7 mars : Bret Easton Ellis, écrivain américain.
- 8 mars : Zbigniew Chlebowski, économiste polonais.
- 9 mars :
  - Juliette Binoche, actrice française.
  - Valérie Lemercier, actrice française.
- 10 mars :
  - Neneh Cherry, chanteuse suédoise fille de Don Cherry et sœur de Eagle Eye Cherry.
  - SAR Le Prince Edward, comte de Wessex, Prince du Royaume-Uni.
  - Édith Bongo, fille du président congolais Denis Sassou-Nguesso, était l'épouse du président gabonais Omar Bongo († 14 mars 2009).
- 17 mars : Rob Lowe, acteur américain
- 18 mars : Courtney Pine, saxophoniste de jazz anglais.
- 21 mars : Imee Ooi, compositrice et chanteuse sino-malaisienne, spécialisée dans la musique bouddhique.
- 24 mars :
  - Marek Kamiński : explorateur polonais
  - Annabella Sciorra, actrice américaine
  - Raphaël Mezrahi, acteur comique français
- 26 mars : Julie Jézéquel, actrice française
- 27 mars : Kad Merad, acteur, scénariste et humoriste franco-algérien
- 29 mars : Elle Macpherson, femme d'affaires, mannequin, accessoirement et actrice australienne.
- 30 mars : Tracy Chapman, auteur-compositeur-interprète américaine